# Michael Faber (Fußballspieler, 1995)
Michael Faber (* 12. Mai 1995) ist ein deutscher Fußballspieler.

## Karriere
Er durchlief die Jugendabteilungen der SpVgg Stephansposching, SpVgg Grün-Weiß Deggendorf und der SpVgg Plattling. Zu Beginn der Saison 2013/14 wechselte er zum Bayernligisten 1. FC Bad Kötzting. Nach zwei Spielzeiten wechselte er zum Regionalligisten SSV Jahn Regensburg. Mit dem Verein erreichte er zum Ende der Saison 2015/16 den Aufstieg in die 3. Liga. Zu seinem Profidebüt kam er am 29. April 2017 bei der 0:3-Heimniederlage gegen Holstein Kiel, bei der er in der 66. Spielminute für Ali Odabas eingewechselt wurde. Nach Ende der Saison 2016/17 und dem Aufstieg der Regensburger in die 2. Bundesliga wechselte er zum Bayernligisten DJK Vilzing. In der folgenden Saison wechselte er zum Landesligisten 1. FC Bad Kötzting. Im Winter 2020 erfolgte sein Wechsel zum Bezirksligisten SpVgg Osterhofen. Im Sommer 2022 wechselte er zurück zu seinem ehemaligen Jugendverein SpVgg Grün-Weiß Deggendorf in die Landesliga Bayern.